# 鮑靈格林 (俄亥俄州)
41°22′26″N 83°39′3″W / 41.37389°N 83.65083°W
鮑靈格林（Bowling Green, Ohio），綽號BG，是美國俄亥俄州西北部的一個城市、伍德縣的縣治。面積26.4平方公里。根據美國2000年人口普查，人口29,636人。
1865年設鎮，1901年建市。